# Скожиниці
Скожиниці (пол. Skorzynice) — село в Польщі, у гміні Львувек-Шльонський Львувецького повіту Нижньосілезького воєводства.
Населення — 374 особи (2011).
У 1975-1998 роках село належало до Єленьоґурського воєводства.

## Демографія
Демографічна структура станом на 31 березня 2011 року:
|          | Загалом | Допрацездатний вік | Працездатний вік | Постпрацездатний вік |
| -------- | ------- | ------------------ | ---------------- | -------------------- |
| Чоловіки | 189     | 44                 | 133              | 12                   |
| Жінки    | 185     | 36                 | 105              | 44                   |
| Разом    | 374     | 80                 | 238              | 56                   |